# Винителен падеж
Винителният падеж, или акузативът (на латински: casus accusativus), е падежна форма, която се съчетава с преходен глагол или с дума, означаваща състояние. Тази форма посочва обект, подлежащ на действие, или изразява различни обстоятелствени отношения: време, пространство, количество и др. От синтактична гледна точка винителният падеж се използва за означаване на прякото допълнение.
Глаголите, изискващи винителен падеж, могат да означават:
- Действие, което засяга обекта по някакъв начин и го променя:

хърв.: Mačka je posrkala mlijeko. (Котката излочи млякото.)
- Действие, което е насочено към обекта, без да го променя:

нем.: Ich sehe den Wagen. (Виждам колата.)
яп.: Hon-o yomu. (Чета книга.)
хърв.: Prijatelj poseduje vikendicu na moru. (Приятелят ми има вила на морето.)
- Действие, чрез което се преодоляват пространствено-времеви отношения.

хърв.: Jelen preskoči potok i pobjegne. (Еленът прескача потока и побягва.)
хърв.: Noć sam proživio u strahu. (Прекарах нощта в страх.)
Думите, които изразяват състояние, могат да бъдат страх, срам и др.:
хърв.: Brata je strah. (Брат ми го е страх.)
хърв.: Sram vas bilo! (Срамота! или Не ви е срам!)

## Видове винителен падеж

### Винителен падеж за време
Винителният падеж за време означава времето на извършване на дадено действие:
рус.: Встречаемся каждый день. (Срещаме се всеки ден.)
рус.: Нынешнюю ночь ему нездоровилось. (Нощес му беше зле.)
ст.б.:          (...когато се затвори небето за три години и шест месеца...) (Лука, 4:25).
хърв.: Dječak je praznike proveo kod bake. (Момчето прекара празниците при баба си.)

### Винителен падеж за количество
Винителният падеж за количество се използва при посочване на стойност или количествено проявление на глаголното действие, вкл. количество време или пространство:
хърв.: Popio je litar soka nekog. (Изпи един литър от някакъв сок.)
рус.: Ждал целую неделю. (Чаках цяла седмица.)
ст.б.:             (Двама от тях отиваха в едно село на шестдесет стадия) (Лука, 24:13).
ст.б.:     ...   (И ако някой те принуди да вървиш с него една миля) (Матей, 5:41).

### Винителен падеж за обект
Винителният падеж за обект назовава предмет, към който е насочено действието:
рус.: Читаю книгу. (Чета книга.)
рус.: Я бросил мяч. (Хвърлих топката.)
хърв.: Dječak je dohvatio jabuku. (Момчето [достигна и] взе ябълката.)
хърв.: Vjetar je srušio krov. (Вятърът събори покрива.)

## Винителен при предложно допълнение
В някои езици (например славянските) винителен падеж се среща и в непреки (предложни) допълнения:
рус.: Это плохо влияет на здоровье. (Това влияе зле на здравето.)
рус.: Мальчик умоляюще посмотрел на мать. (Момчето погледна майка си умолително.)
хърв.: Računao sam na njega. (Разчитах на него.)

## Остатъци от винителен падеж в съвременния български език
В съвременния български език са останали форми за винителен падеж само при личните местоимения: него, го, нея, я, тях, ги и др. Употребата на тези падежни форми се обуславя от синтактичната служба на съответното местоимение в изречението (пряко допълнение): Викат ме.
В някои североизточни български говори при съществителните имена от женски род формите за винителен падеж са заменили тези за именителен, например
Душътъ (душѫ тѫ) ми излезе.